# Færgen
Færgen (auch: Danske Færger A/S), zuvor bis zum 1. Oktober 2010 Nordic Ferry Services (NFS), war eine dänische Reederei mit Hauptsitz in Svendborg. Die Reederei fusionierte im Juni 2018 mit Molslinjen und wurde als Gesellschaft aufgelöst.

## Leitung
Der letzte Vorstand von Færgen bestand aus:
- CEO: John Steen-Mikkelsen
- Finanzdirektor: Søren Vedel
- Kommerzieller Geschäftsführer: Jørgen Jensen[2]

## Geschichte
Am 16. April 2007 gründeten Clipper Group A/S und Bornholmstrafikken A/S ein Joint Venture mit dem Namen Nordic Ferry Services. Beide Partner hielten einen Anteil von jeweils 50 % am neuen Unternehmen. Die im Namen gemachte Andeutung Nordic im Namen NFS zeigte die Bestrebung, den Betrieb auch auf andere skandinavische Länder zu erweitern. Die Leitung von NFS war in der Hand von Bornholmstrafikken. Die Logos, die Gestaltung und Informationen waren an den Stil von Bornholmstrafikken angelegt. Im November 2007 kaufte die Reederei Clipper Invest die Betriebe Sydfynske A/S und Sund & Bælt A/S von Scandlines zusammen mit einem Anteil von 30 % an Molslinjen. Im Jahr 2008 wurde Clipper Invest in die NFS aufgenommen, und die Tochterunternehmen wurden mit Alstrafikken, Fanøtrafikken, Langelandstrafikken und Samsøtrafikken benannt.
Am 1. Oktober 2010 wurden Bornholmstrafikken, Sydfynske und Nordic Ferry Services zu Danske Færger verschmolzen. Das neue Unternehmen tritt seitdem auch unter dem Namen Færgen auf. Grund für die Namensänderung war eine Verschiebung des Fokus vom ausländischen zum inländischen Geschäft. Die Tochterunternehmen wurden in Übereinstimmung mit dem neuen Unternehmen ebenfalls umbenannt: AlsFærgen, BornholmerFærgen, FanøFærgen, LangelandsFærgen und SamsøFærgen.
Im Oktober 2018 stimmte die dänische Kartellbehörde Konkurrence- og Forbrugerstyrelsen der Übernahme aller Anteile von Danke Færger durch Molslinjen zu. Die Anteile des Unternehmens wurden je zur Hälfte von der Bornholmstrafikken Holding, die wiederum dem dänischen Staat gehört, und der Clipper Group gehalten. Die Fusion erfolgte mit Wirkung vom 17. Dezember 2018.

## Verbindungen
Færgen betrieb durch seine Tochterunternehmen die folgenden Strecken und hat oder hatte folgende Schiffe im Einsatz:

### AlsFærgen
- Fynshav – Bøjden
  - Thor Sydfyen[6]
  - Spodsbjerg[7]

### FanøFærgen
- Esbjerg – Nordby
  - Fenja[8]
  - Menja[9]
  - Sønderho[10]

### LangelandFærgen
- Spodsbjerg – Tårs

seit 2012 eingesetzte Schiffe:
- Langeland
- Lolland

zuvor eingesetzte Schiffe:
- Frigg Sydfyen[11]
- Odin Sydfyen[12]
- Vesborg[13]

### SamsøFærgen
- Hou – Sælvig
  - Prinsesse Isabelle
- Kolby Kås – Kalundborg
  - Kyholm[14]

### BornholmerFærgen
Bis Ende August 2018 betrieb die Reederei die Fährverbindungen nach Bornholm.
- Rønne – Køge
  - Hammerodde[15]
  - Povl Anker[16]
- Rønne – Ystad
  - Villum Clausen[17]
  - Leonora Christina[18]
  - Povl Anker[16]
- Rønne – Sassnitz
  - Povl Anker

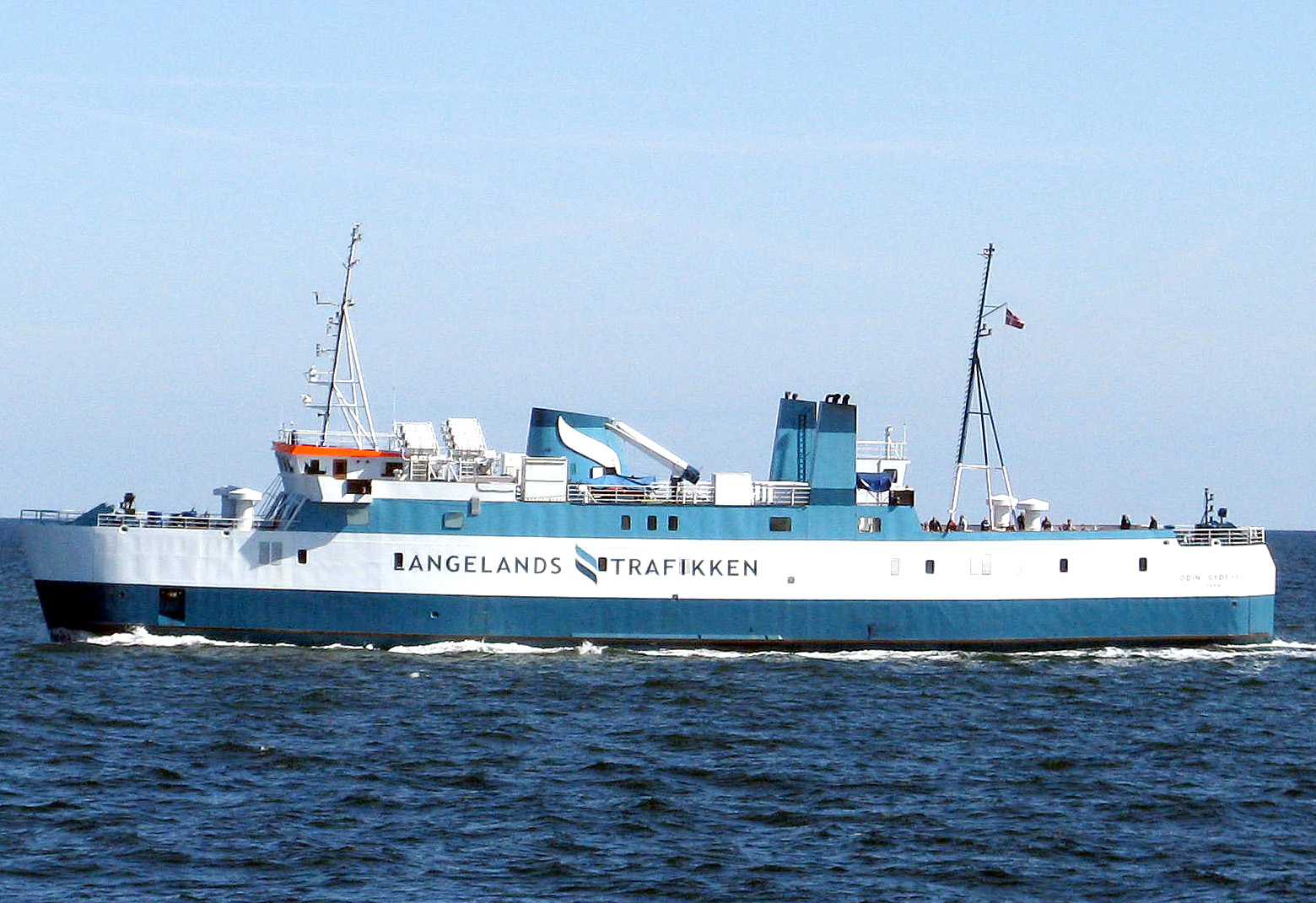
Odin Sydfyn
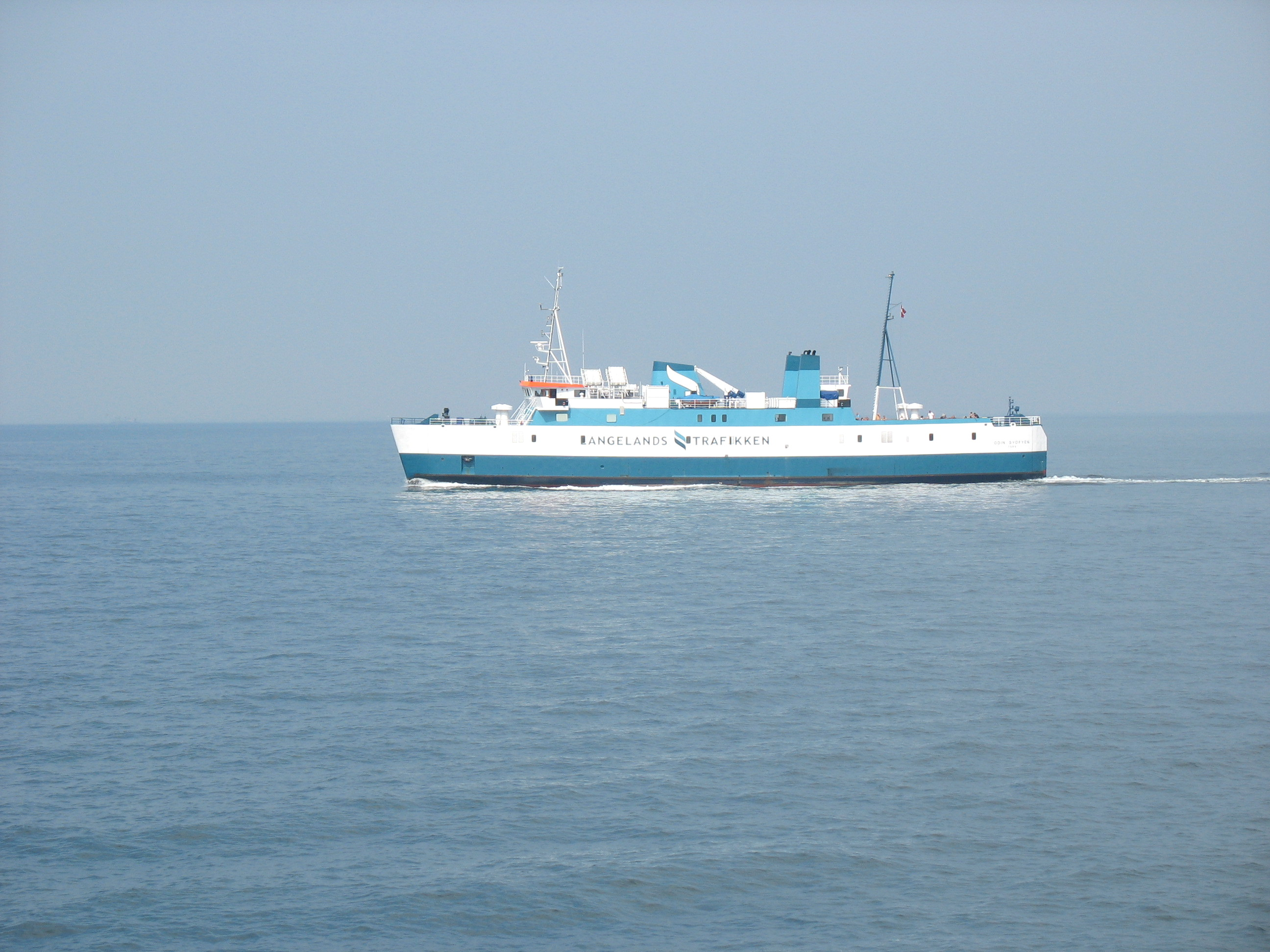
Spodsbjerg-Tårs
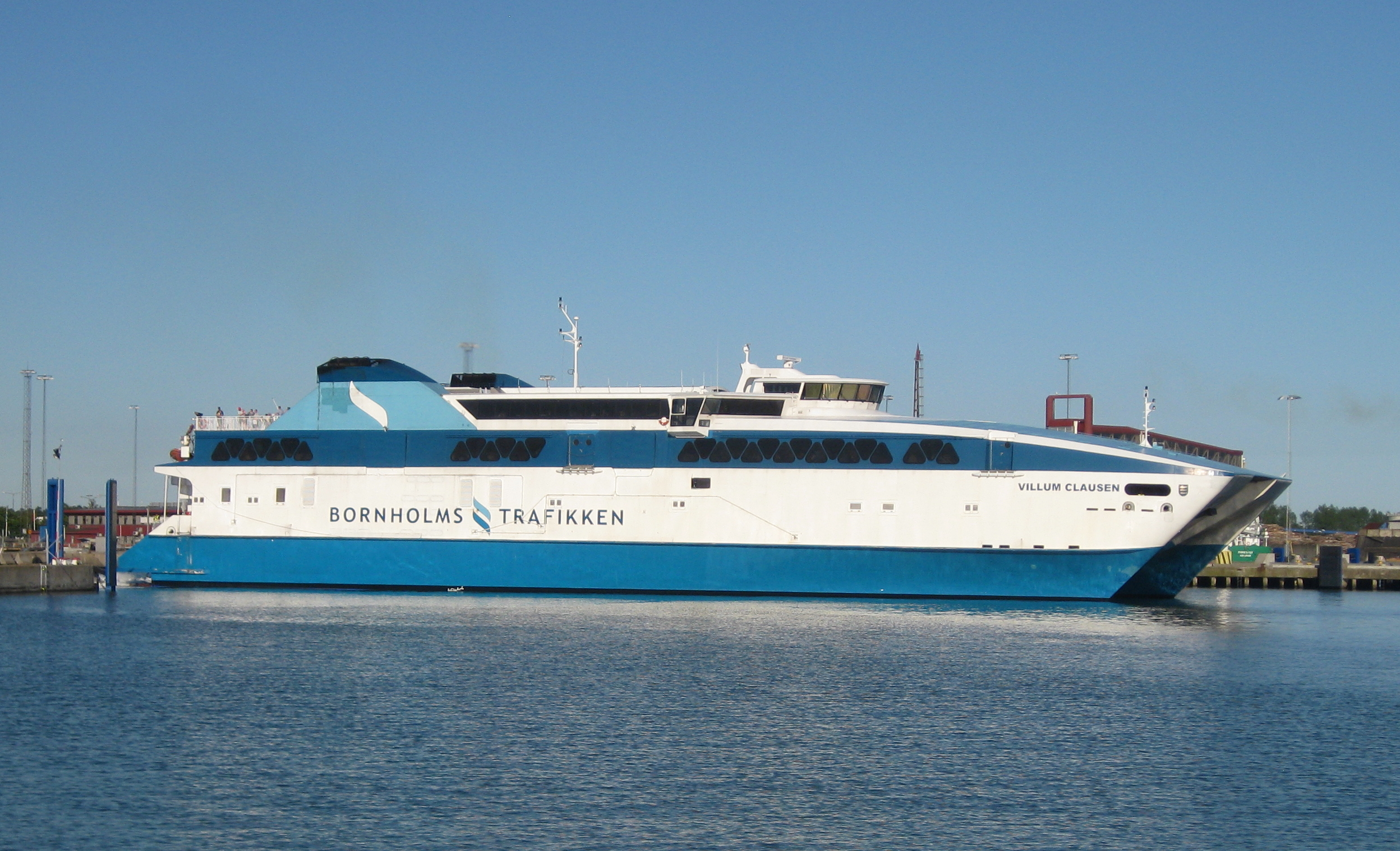
Villum Clausen
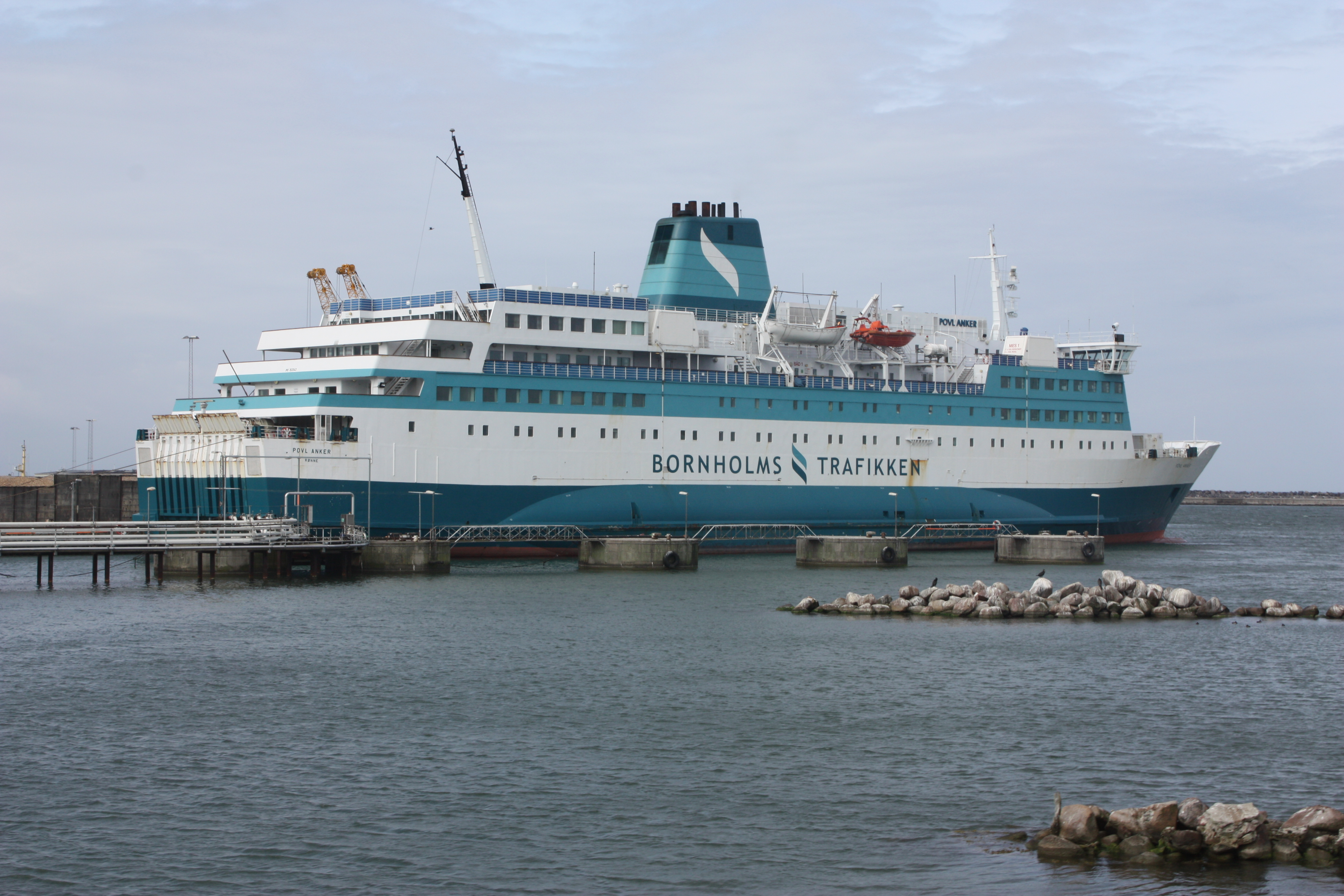
Povl Anker